# Иктар-Будинц
Иктар-Будинц (рум. Ictar-Budinţ) насеље је у Румунији у округу Тимиш у општини Велики Тополовац. Oпштина се налази на надморској висини од 105 m.

## Прошлост
По "Румунској енциклопедији" место Иктар се јавља још 1365. године, а власник је племићка породица Бетлен. По војном попису из 1717. године ту је било 15 кућа. А место Будинц се први пут бележи 1444. године, под именом "Будфалва". Постојало је 1717. године када је пописано 18 кућа. Око 1841. године половина православаца у њему је прешла у "унију". Православна црква је од 1863. године била заједничка за унијате и православне. Православци су изградили нову православну цркву тек 1903. године уз помоћ барона Гезе Дука из Кадара.
Постојала су у 18. веку два суседна места Будинц и Иктар, који су касније оформило једно са два имена у називу.
Аустријски царски ревизор Ерлер је 1774. године констатовао да место Будинц припада Лунгшком округу, Лугожког дистрикта. Становништво је било претежно влашко.
Била су два православна свештеника у "Будинцу" 1797. године. Пароси, поп Петру Михајлов (рукоп. 1767) и поп Михаил Јанковић (1789) служили су се само румунским језиком.
Када је 1797. године извршен попис православног клира, у месту "Иктару" је једини свештеник био поп Исак Поповић (рукоп. 1784) који је знао српски и румунски језик.

## Становништво
Према подацима из 2021. године у насељу је живело 490 становника.